# Akamptogonus signatus
Akamptogonus signatus är en mångfotingart. Akamptogonus signatus ingår i släktet Akamptogonus och familjen orangeridubbelfotingar. Utöver nominatformen finns också underarten A. s. continuus.